# Deportivo La Guaira Fútbol Club
El Deportivo La Guaira Fútbol Club es un club de fútbol profesional venezolano con sede en Caracas, representativo de la ciudad de La Guaira, estado Vargas. Actualmente juega en la Primera División de Venezuela y disputa sus partidos como local en el Estadio Olímpico de la Universidad Central de Venezuela.
El 21 de julio de 2008 fue fundado como Real Esppor Club, pero el 11 de agosto de 2013, la directiva toma la iniciativa de cambiar los colores, el nombre y el escudo a Deportivo La Guaira con la intención de mudarse a dicha ciudad y captar más seguidores.
Su color principal es el naranja, que representa la arena de las playas de la ciudad varguense. Tienen 2 títulos de Copa Venezuela ganados en los años 2014 y 2015, y en el 2020 obtienen su primer título a nivel de liga.

## Historia

### Real Esppor Club
El actual club fue fundado el 21 de julio de 2008 como "Real Esppor Club", nombre compuesto por un acrónimo de las palabras España y Portugal, el cual se debe a que sus fundadores son empresarios con ascendencia de dichos países. En ese momento jugaba de local en el Estadio Brígido Iriarte en la Primera división.
El Real Esppor daba sus primeros pasos en la Segunda División de Venezuela, como producto de una serie de inquietudes de un grupo de empresarios venezolanos. Su indumentaria para ese entonces era predominantemente verde, dando paso un año después al subir a la Primera división, al color blanco utilizado.
El debut en el balompié rentado venezolano arranca en la Segunda División de Venezuela en detrimento del Atlético Turén, equipo que militaba en esta categoría pero que no pudo continuar.
En principio, el Real Esppor iba a ser el extinto Deportivo Galicia, sin embargo, por disposiciones gerenciales, esa idea cambió y dio paso a una nueva institución. Fue el Galicia, con su cantera y con una camada de jugadores importante, la que pasó a formar parte del Real Esppor, representando a la entidad en los Torneos Interregionales de la categoría primera A.
La plantilla técnica del Real Esppor Club se conformó, para la campaña 2008 - 2009, por un grupo de exjugadores profesionales, entre ellos José Luis Fernández, Javier Pérez, Pedro Febles, José "Mon" López, Lino Parrella, Rafa Santana y Pedro Acosta, quién fue el protagonista del primer triunfo de una Selección de Venezuela en eliminatorias mundialistas, frente a Bolivia; Y un grupo de jugadores entre los que destacan Rito Pérez, Alexis Chirinos y Luciano Roque (estos dos autores de los primeros goles del Real Esppor en competiciones oficiales).
El primer juego oficial de la plantilla, se selló con triunfo 2-1 ante el conjunto Trujillanos, primer paso que presagiaba el éxito que se avecinaba. Sólo un año transcurrió para que el Real Esppor diera un paso de la categoría de plata a la máxima instancia, quedándose con Subcampeonato de la Segunda División A. Ese mismo año, los blancos participan en la Copa Venezuela, saliendo también victoriosos en el primer partido ante el Cesarger (1-0).
Además de los rápidos avances de la primera plantilla, la categoría Sub-20, de la mano de Antonio Barbosa y Pedro Acosta, se llevó el Campeonato Interregional Serie A, superando en la final al Deportivo Barinas.

#### Primera división
La temporada 2009-2010 se convirtió en el año de la consolidación del Real Esppor Club en la Primera División, tras haber conseguido el ascenso como subcampeón de la Segunda A, el campeonato sub-20 y la Copa Fair Play que otorga la FVF Así, el equipo dirigido por Rafa Santana inició con muy buenos argumentos su andar en la máxima categoría.
Para el Torneo Clausura arribó un nuevo cuerpo técnico, encabezado por Darío Martínez. Junto a él llegó un renovado plantel de jugadores, cuya característica principal fue la experiencia. De esta forma, el Real Esppor Club consiguió su primer objetivo en la categoría de oro del fútbol criollo, la permanencia, al finalizar en el puesto 15 de la clasificación.

#### Llegada de Noel “Chita” Sanvicente: El inicio de una nueva era

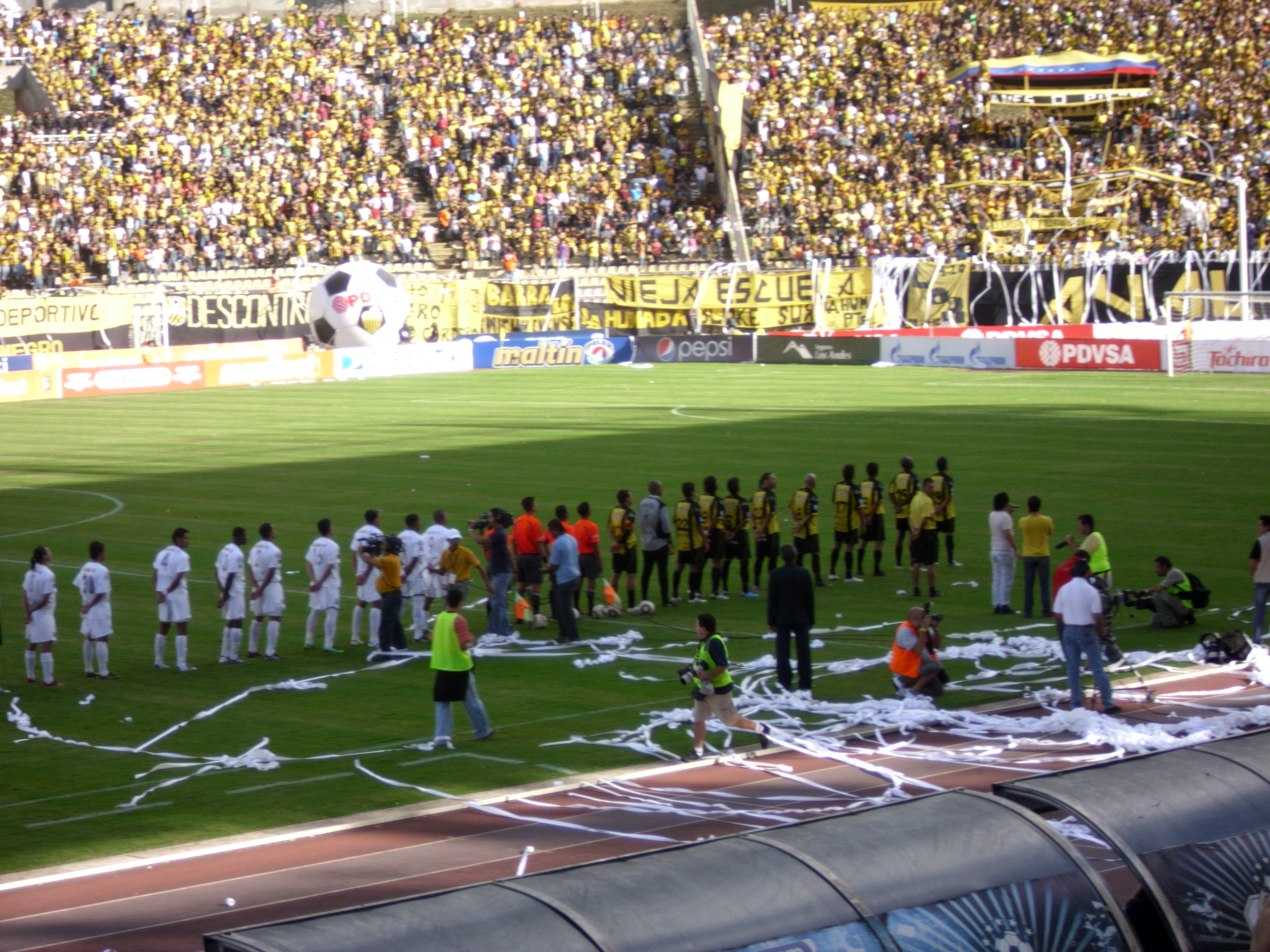
Real Esppor visitando a Deportivo Táchira por la jornada 16 del Torneo Apertura.

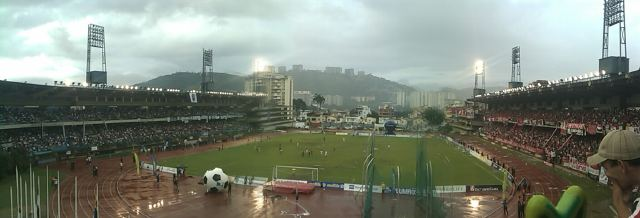
Caracas Fútbol Club y Real Esppor llenan el Brígido Iriarte.

Al mantener la categoría, la junta directiva, encabezada por Ricardo González, conjuntamente con la Gerencia General, de la mano de José Ramón López, se plantearon nuevos proyectos, obedeciendo las ambiciones de ser una institución ganadora. Tales proyectos y ambiciones sirvieron para darle la bienvenida a un nuevo cuerpo técnico, encabezado por el cinco veces campeón de Venezuela, el director técnico Noel “Chita” Sanvicente. Con él, arribaron su asistente técnico, Héctor Rivas, y Rodolfo Paladini, preparador físico. Estas incorporaciones de primer nivel hacen que el Real Esppor Club sueñe en grande y le permite a la afición “Merengue” aspirar a grandes cosas.
Para Ricardo González, la consolidación de las Categorías Menores con la incursión en Ligas Competitivas, la sede social y deportiva del Club y el pase a una Copa internacional, son las metas de esta nueva temporada. 
Con la llegada de Sanvicente empezó con buen pie y venció en su primer partido 3-0 al Zamora Fútbol Club. En la siguiente fecha vencerían de visitante al ACD Lara y se colocarían de segundos tras el Deportivo Táchira. No sería hasta la jornada 10 que el conjunto aurinegro tropezaría y el equipo de la capital se pondría por encima en la tabla de clasificación. En la fecha 13 tocaría el enfrentamiento contra el Caracas Fútbol Club quien era también un inmediato perseguidor; el Esppor tenía la oportunidad de alejarse aún más de ellos y del Táchira; sin embargo perdieron 1-2 en un ambiente colmado de lluvia y, por primera vez en su historia, con su estadio rebozado de público. La penúltima jornada era el turno de enfrentarse el conjunto merengue contra Táchira. El Real Esppor se ubicaba dos puntos arriba. En un Polideportivo de Pueblo Nuevo totalmente lleno el Esppor sale derrotado 2-0 mediante goles de Yonathan Del Valle en el 71' y Sergio Herrera en el 87'. En la última fecha hacía falta un tropiezo del Táchira contra Deportivo Petare y la victoria del Esppor contra Yaracuyanos, lo primero no ocurrió y el equipo colonial se hizo con el subcampeonato del Torneo Apertura 2010. En el Torneo Clausura 2011 las cosas no se dieron de la misma manera y finalizaron en la quinta posición, sin embargo alcanzaron el segundo puesto de la tabla acumulada por detrás del Caracas F.C., lo que no fue suficiente para llegar a la Copa Libertadores 2012 ya que Zamora y Táchira alcanzaron los dos torneos cortos y se ubicaron en la cuarta y quinta casilla respectivamente, otorgando así el tercer cupo a Caracas por ser el mejor equipo en la tabla acumulada sin obtener ningún título.

#### Llegada de Charles López
A falta de pocas jornadas para finalizar el Torneo Apertura 2011, Noel “Chita” Sanvicente presenta su renuncia formal ante la presidencia del Real Esppor. Esta renuncia fue motivada al pésimo manejo del club de manera administrativa y gerencial, llegando a deberles a los jugadores hasta 4 meses de salario. El equipo merengue finalizó en la duodécima posición del torneo mencionado.
La decisión de Sanvicente venía precedida de un ultimátum qué dio el experimentado estratega para forzar a la directiva del conjunto blanco a pagar lo adeudado a los jugadores. Llegada la fecha, y al ver qué la plantilla no había recibido pago alguno, Sanvicente decide presentar su renuncia formal, y con las renuncias del preparador físico Rodolfo Paladini y el asistente técnico Héctor "El Oso" Rivas. Al día siguiente se presenta a Charles López como nuevo DT del conjunto blanco. 
La gestión de Charles López no gozó de éxito aunado a la crisis financiera que pasaba el club. Finalizaron en la posición 14 de la Primera División Venezolana 2011-12, a 9 puntos del descenso y a dos del octogonal que daba acceso a la Copa Sudamericana 2012.

### La aparición del Deportivo La Guaira
En agosto de 2013 un entusiasta grupo de empresarios darían vida al Deportivo La Guaira, equipo que llevaría el color violeta como bandera en su periplo en la Primera División del fútbol venezolano. Bajo el eslogan “Navegando hacia el éxito”, nacía un nuevo equipo para el pueblo varguense. Bajo la Gerencia General del exfutbolista José Ramón “Mon” López, y aupado por el apoyo financiero de fuertes empresarios, el equipo inició con un proyecto ambicioso que incluyó a jugadores de la Selección de fútbol de Venezuela como Franklin Lucena y Renny Vega. El primer cuerpo técnico en la divisa estaría conformado por el entrenador Francesco Stifano, Lino Parrella como asistente, David Sánchez como preparador físico, Alexis Toro como preparador de porteros y Jean Carlos Alonzo como utilero.
Como primer reto, Deportivo La Guaira afrontaría en la pretemporada la “Copa Bicentenaria”, obteniendo un sonado triunfo en condición de visitante en Barinas y alzando el primer título en la historia de la institución. En la final, derrotaría al mismo Zamora FC 2-3 en La Carolina.
El estreno oficial sería el 11 de agosto de 2013, en el arranque del Torneo Apertura de ese año, en San Cristóbal ante Deportivo Táchira, con derrota 1-3. El primer gol sería obra de Mijaíl Avilés, al minuto tres, quien anidaría el balón a la red tras un buen centro del brasileño Daniel Reis. El primer triunfo liguero en la historia de la institución con el nombre actual sería ante Llaneros de Guanare, 1-0, con gol de Néstor Canelón, y el primer éxito en Copa Venezuela sería ante Metropolitanos Fútbol Club, 2-0, gracias a los tantos de Charlis Ortiz y Argenis González.
Tras la salida del cuerpo técnico, a finales del Torneo Apertura, la dupla estratégica conformada por Carlos Ravel y Adrián Gallará culminarían el tránsito en dicho campeonato, para cerrar el año con cuatro empates, y levantar de este modo, la moral de los jugadores.
Para el Torneo Clausura 2014 llegaría el profesor Lenín Bastidas, junto a un cuerpo técnico conformado por José Campofiloni, José Toro, Alexis Toro, Yean Carlos Goldstein, Alirio Silva, Jean Luis Leonett, Luis Álvarez y Jean Carlos Alonzo. Con la vista puesta en la competencia internacional, el equipo realizaría un excelente Torneo Clausura que le permitiría clasificarse a la Fase Pre Sudamericana. En esta fase definitiva, el litoralense derrotaría a Tucanes de Amazonas en la ida 3-1 y caería en la vuelta 1-0, para clasificarse y encarar a Carabobo FC en la última eliminatoria. Tras igualar sin goles en los dos compromisos, ambos equipos forjarían su fortuna desde el punto penal. Franklin Lucena, Diego García, Heatklif Castillo y Argenis González no fallaron y el litoralense se clasificó para disputar la Copa Sudamericana en su primer año de vida.

#### Temporada de consolidación (2014-2015)
Para la temporada 2014-2015, el Deportivo La Guaira experimentó una transformación de principio a fin, la cual estuvo encabezada por el estratega Leo González y Pedro Vera, quienes serían los encargados de tomar las riendas de la institución. Junto a ellos se incorporarían Héctor Rivas, como asistente técnico, el argentino Juan José Orsini, como preparador físico y José Jacinto Muñoz, en el cargo de sociólogo de la institución.
Como primer reto, el nuevo cuerpo técnico naranja tendría la Copa Sudamericana ante el histórico conjunto colombiano el Atlético Nacional y futuro subcampeón de la competición. Ante semejante reto, La Guaira plantó cara y batalló hasta el final por alcanzar su clasificación. En el choque de ida, disputado en el Estadio Olímpico de la UCV, Deportivo La Guaira estuvo cerca de hacer historia tras adelantarse en el marcador con un cabezazo de Framber Villegas, quien sería el primer jugador de la institución en anotar un gol en torneo internacional.
Sin embargo, los pupilos de Leo González no pudieron mantener su diferencia y en los minutos finales cedió. El principal del encuentro sentenció una mano en el área, la cual convirtió desde los doce pasos Edwin Cardona. Debut con empate. Para la vuelta, La Guaira tendría que visitar el mítico Estadio Atanasio Girardot de Medellín, donde Nacional se impuso por la mínima, gracias a un tanto de Luis Carlos Ruiz. Pese a su eliminación, los litoralenses dejarían una grata sensación en su debut internacional.
En la edición 2014 de Copa Venezuela, el Deportivo La Guaira se coronó campeón de la competición. Tras una vibrante final ante Trujillanos FC, los litoralenses se titularon en la tanda de penaltis, donde el guardameta Luis Rojas tendría un protagonismo especial al enfrentarse a su exequipo con quien ganó este torneo en 2010. En su camino al título, La Guaira tuvo que batallar con la UCV FC (10-0); Mineros de Guayana (3-2) con doblete determinante del argentino Luciano Ursino; Monagas SC (7-2) recién descendido a Segunda División; Arroceros de Calabozo (3-1) equipo que nunca ha jugado en la primera categoría que emergió ante rivales importantes como Caracas; y Trujillanos FC en la final. Además del título, La Guaira fue el equipo más goleador de torneo con 25 tantos y aseguró por segundo año consecutivo su boleto a la Copa Sudamericana.
En el Torneo Apertura 2014 durante el transcurso del campeonato se disputarían el torneo con el Tucanes de Amazonas, Deportivo Táchira y Trujillanos Fútbol Club. En la jornada 11, el Táchira tropezó en casa contra el Metropolitanos Fútbol Club y el equipo varguense solo le bastó el empate en el Olímpico contra el Deportivo Petare para hacerse con el primer lugar que lo mantuvo hasta la penúltima jornada donde empató en casa ante el Zulia Fútbol Club. En la última fecha La Guaira venció en el difícil estadio del Tucanes de Amazonas, por lo que debía esperar un tropiezo del Trujillanos contra Petare en Caracas. Esto no sucedió y la institución logró el segundo subcampeonato de torneo corto en su historia. El Torneo Clausura 2015 no fue el mejor para el equipo naranja y finalizó de séptimo lugar. En la tabla acumulada, alcanzó el tercer lugar de la clasificación con 59 puntos, cifra récord en la institución.

#### Subcampeonato liguero y revalidación de copa doméstica (2015)

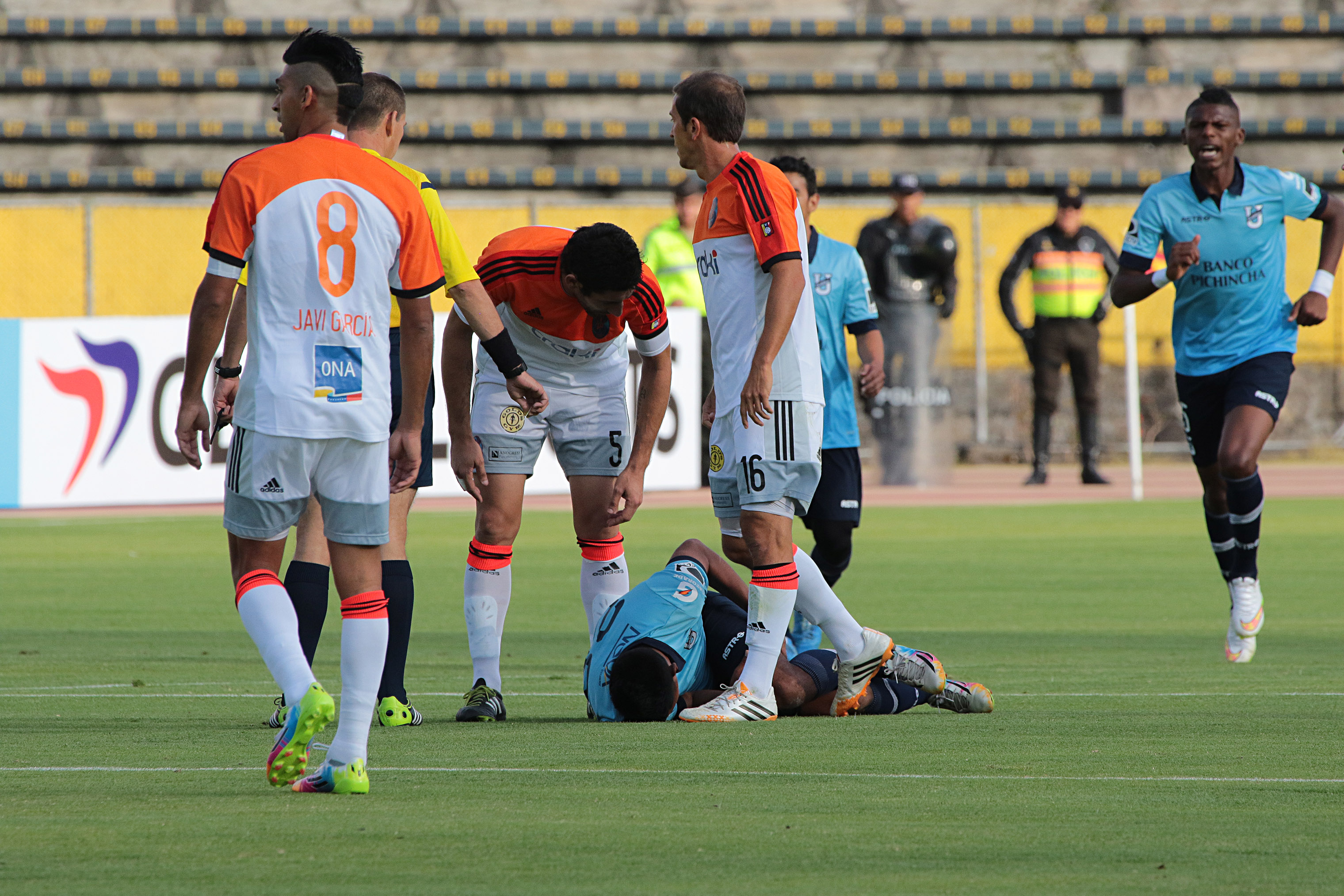
Deportivo La Guaira pasa por primera vez de fase en un torneo continental ante Universidad Católica de Ecuador.

El Deportivo la Guaira clasificó a la Copa Sudamericana 2015 por ser el Ganador de la Copa Venezuela 2014 y en primera fase enfrentara al Club Universidad Católica de Ecuador en el partido de ida en el Estadio Olímpico Atahualpa el partido quedó 1:1 mientras que el partido de vuelta en el Estadio Olímpico de la UCV quedó 1:0 clasificando así a la Segunda fase por primera vez en su historia. En esta instancia se enfrentó al Club Sportivo Luqueño, rival con quien empató 1-1 en casa, pero que de visita salió derrotado 4-0.
El 21 de octubre de 2015 el Deportivo La Guaira conseguiría su segundo título en la Copa Venezuela al vencer en el marcador global de la final al ACD Lara por 1-0, teniendo este resultado en el partido de vuelta en casa con tanto de Gustavo Rojas. De esta manera obtuvo el primer cupo a la Copa Sudamericana 2016, además de ser el primer equipo del siglo en ganar dos Copa Venezuela consecutivas. Su campeonato anterior le permitió ingresar desde octavos donde derrotó a Atlético Venezuela (2-1); Caracas Fútbol Club (4-2) en un encuentro de vuelta donde el Caracas pudo empatar, pero Matías Manzano sentenció en el 90'; Tucanes de Amazonas (5-0) goleando únicamente en casa.
El Torneo Adecuación 2015 se disputó como transición al nuevo formato en el que los torneos cortos se realizarían en un mismo año. Este campeonato no se incluía en el palmarés de primera división, ni tampoco daba cupo a la Copa Libertadores, sino que los dos primeros asistirían a la Copa Sudamericana. Asimismo, dispondría de un nuevo modelo, en el cual los ocho primeros lugares se enfrentan en una llave de cuartos de final hasta llegar al campeón del torneo. En la última jornada, el Deportivo La Guaira venció al Deportivo Anzoátegui 2-1, y su rival inmediato, el Zamora Fútbol Club, cayó, lo cual permitió a La Guaira quedarse con el primer lugar. En cuartos de final se enfrentó al mismo rival que batió en la final de la Copa Venezuela, el ACD Lara que había acabado en el octavo puesto. Venció con un global contundente de 4-0. En semifinal obtuvo los mismos resultados de local y visitante contra el Aragua Fútbol Club. En la final se enfrentó al que fue su rival durante todo el campeonato, el mismo Zamora, que en el encuentro de ida en Barinas les venció 2-0 y en la vuelta no bastó para ganar 1-0 con tanto de Darwin González ante 6.072 espectadores, asistencia récord del club de local ante un equipo que no sea de la capital.

#### Declive nacional y récord internacional (2016)
En la penúltima jornada del Torneo Apertura 2016, La Guaira asegura su pase al octogonal final al vencer en casa al Estudiantes de Caracas. Finalizó en la cuarta posición, por lo que se enfrentó en cuartos a su inmediato inferior, el Caracas Fútbol Club y salió derrotado en el marcador global 3-1. 
En el segundo semestre llegó a la institución Eduardo Saragó, quien cuenta con una amplia trayectoria y palmarés a pesar de solo contar con 34 años. En Copa Venezuela 2016 fracasó al perder en la primera fase ante la UCV F.C. de la Segunda División en la tanda de penales.
En la Copa Sudamericana 2016 venció en primera ronda al Deportes Tolima al ganarles en el Estadio Metropolitano de Cabudare 1-0 en el partido de vuelta con marcador global 2-1. En la segunda fase venció al Club Sport Emelec 4-2 de local y empató sin goles en Ecuador y de esta manera se convirtió en el primer equipo venezolano en llegar a los octavos de final de la Copa Sudamericana. En esta instancia se enfrentó a San Lorenzo de Almagro y en el partido de ida perdió 2-1 y en el partido de vuelta perdió 0-2.

#### Debut en la Copa Libertadores de América

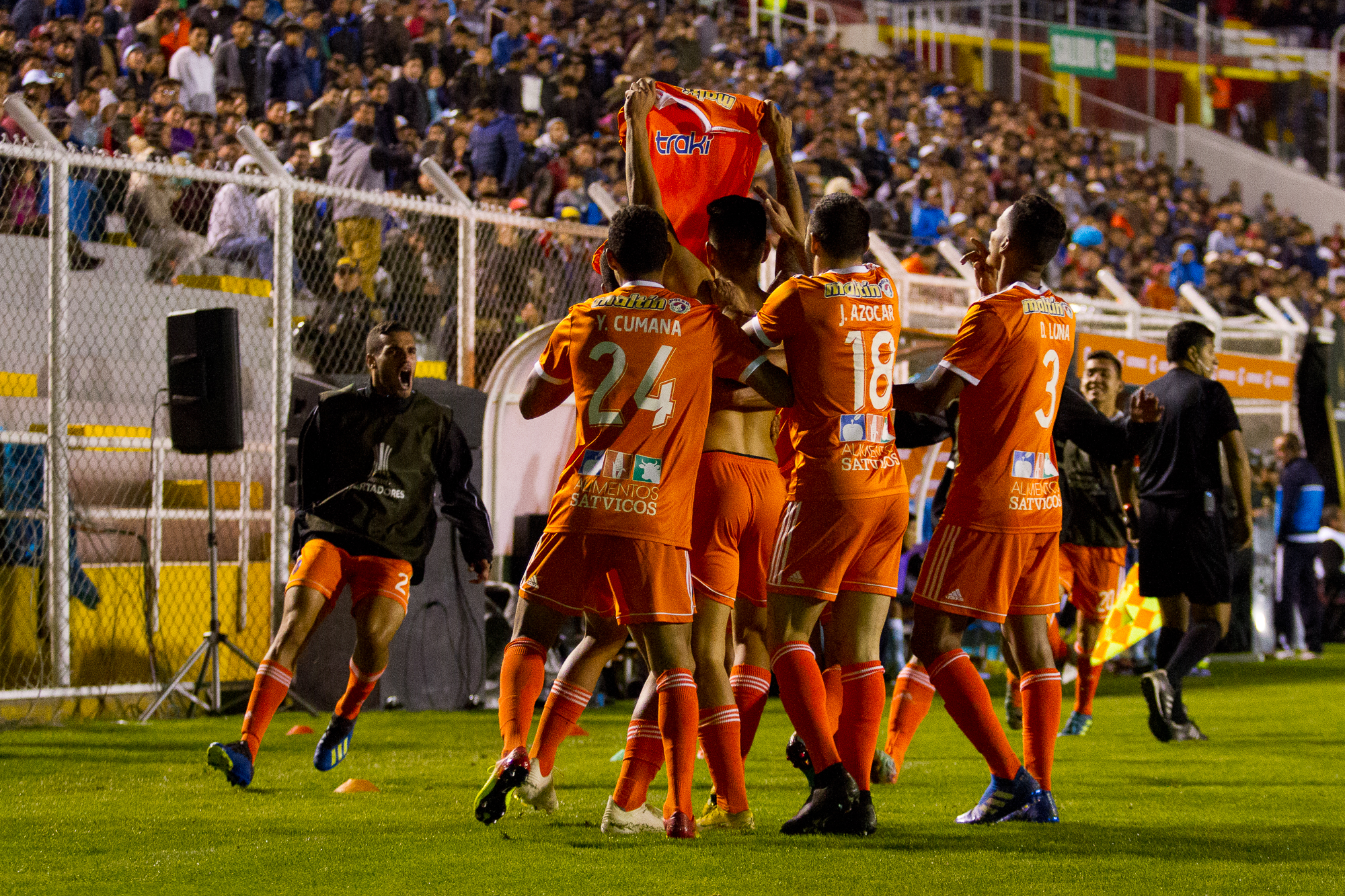
Gol de José Balza al minuto 94', ante el Real Garcilaso de Perú, para avanzar al Deportivo La Guaira FC a la Fase 2 de la Copa Libertadores 2019 en la primera participación de toda su historia.

El 23 de enero de 2019 debuta Deportivo La Guaira en la Copa Libertadores en su sexagésima edición. Fue triunfo 1 a 0 en condición de local frente a Real Garcilaso, aunque perdió de visitante 2-1 clasificó a la Segunda Fase por la regla de gol de visitante anotando sobre el final del partido.

#### Primera estrella en el fútbol nacional
En la temporada 2020, el Deportivo La Guaira afrontó el Torneo de Normalización de la Liga FUTVE, de la mano del profesor Daniel Farías, quien gestionó una plantilla bastante joven, con varios juveniles asumiendo roles protagónicos, pero que también contó con la presencia de distintos jugadores con jerarquía y recorrido en el balompié venezolano. El cuadra naranja quedó enmarcado en el Grupo A de la competencia y lo dominó sin atenuantes, al culminar en la primera casilla de la tabla, con 33 unidades, producto de diez victorias, tres empates y solo tres derrotas, en dieciséis compromisos disputados. 
Gracias a esa actuación, los litoralenses se ganaron el derecho a disputar la final absoluta del campeonato, además de asegurar su participación en la Copa Libertadores de América por segunda vez en su historia, para la edición del 2021. En el partido decisivo, los pupilos de Farías derrotaron 2-0 al Deportivo Táchira, con anotaciones de Martín García y Charlis Ortíz, para estrenar título en la Primera División de Venezuela y bordarle una estrella al escudo.

## Uniforme
El uniforme del equipo, desde sus inicios, ha tenido varios cambios. Sin embargo, desde el año 2014, se ha mantenido el color naranja como principal, dando lugar a su apodo. Actualmente el equipo posee dos uniformes oficiales siendo estos el titular y de visitante.
- Uniforme titular: camiseta naranja con delgadas líneas negras a nivel de los hombros, pantalón blanco, medias naranja.
- Uniforme alternativo: camiseta negra con borde dorado en mangas y línea dorada en el costado, pantalón negro con dorado en el costado, medias negras.

### Evolución del uniforme
| 2008 Titular | 2009-2010 Titular | 2011 Titular | 2012-2013 Titular | 2013-2014 Titular | 2014-2015 Titular | 2015 Titular | 2016-2017 Titular | 2017-2019 Titular | 2020-presente Titular |

## Equipamiento
| Período       | Proveedor |
| ------------- | --------- |
| 2008          | Lotto     |
| 2009          | Joma      |
| 2010          | Kelme     |
| 2011 - 2014   | Joma      |
| 2014-2020     | Adidas    |
| 2020-2021     | Uhlsport  |
| 2022-2023     | Roly      |
| 2023-presente | Fila      |

| Período       | Auspiciador    |
| ------------- | -------------- |
| 2011-2013     | DirecTV        |
| 2013-2014     | Seguros Caroni |
| 2014-presente | Tiendas Traki  |

## Escudo
El Deportivo la Guaira ha tenido 3 escudos a lo largo de su historia el primero fue modificado con el cambio del nombre y el segundo para darle un estilo más moderno que se usó durante la Temporada 2013/14 y el actual se usó por primera ven en la Temporada 2014/15.

## Instalaciones

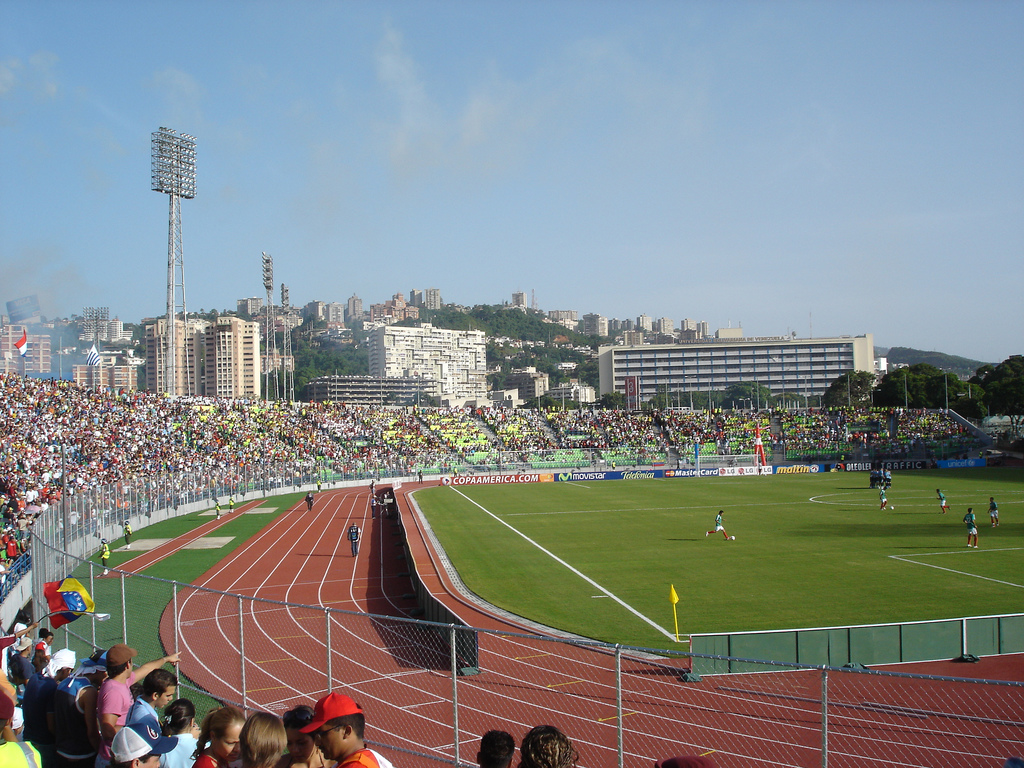
Estadio Olímpico de Caracas, Venezuela

### Estadio
El Estadio Olímpico de la UCV, ubicado en Caracas, es donde juega los partidos como local. Tiene una capacidad actual de 24 900 espectadores. El estadio forma parte de la Ciudad Universitaria de Caracas y como tal nombrado Patrimonio de la Humanidad junto con ésta por la Unesco, siendo uno de los más importantes de Venezuela.
El estadio poseía un aforo de 30 000 espectadores sin embargo su capacidad descendió a 24 900 fanáticos por la instalación de sillas y refacciones para la Copa América Venezuela 2007. Es obra del arquitecto venezolano Carlos Raúl Villanueva y fue inaugurado durante el gobierno del general Marcos Pérez Jiménez en 1957.

### Campo de entrenamiento
Desde sus inicios, el DLG hizo vida en el complejo deportivo Fray Luis, de Las Mercedes, conocido como 'La Guacamaya'. Sin embargo, durante el 2020, La Guaira estrenó una nueva sede: el Centro de Alto Rendimiento 'Santo Tomás de Aquino', ubicado en Santa Rosa de Lima, donde realiza los entrenamientos del primer equipo, para la preparación de sus partidos de fútbol y que, a partir de ese momento, pasó también a ser sede de sus categorías inferiores y femenina.

## Datos del club
- Fundación: 2008.
- Temporadas en 1ª: 15 (2009/10 - Presente).
- Temporadas en 2ª: 1 (2008/09).
- Mayor goleada conseguida:
  - En campeonatos nacionales: Trujillanos 0 – Deportivo La Guaira 6 (2019).
- Mayor goleada recibida: 
  - En campeonatos nacionales:
- Mejor puesto en la liga: 1.º (2020).
- Peor puesto en la liga: 14.º (2009/10).
- Mejor participación en Primera División: Campeón 2020.
- Mayor asistencia: 8.336 personas vs Caracas FC 15 de mayo de 2016.

## Plantilla

### Altas y bajasPrimera División de Venezuela 2025
| Altas |

| Jugador             | Posición      | Procedencia       | Tipo                        |
| ------------------- | ------------- | ----------------- | --------------------------- |
| Manuel Sulbarán     | Delantero     | Caracas FC        | Carta de libertad           |
| Francisco Sequera   | Mediocampista | Carabobo F. C.    | Carta de libertad           |
| Giancarlo Schiavone | Portero       | Puerto Cabello    | Carta de libertad           |
| Brayan Alcócer      | Delantero     | Boston River      | Cedido hasta el 31-Dic-2025 |
| Jorge Gutiérrez     | Defensa       | Tauro             | Traspaso                    |
| Anthony Uribe       | Delantero     | Deportivo Táchira | Carta de libertad           |

| Bajas |

| Jugador           | Posición      | Destino             | Tipo                        |
| ----------------- | ------------- | ------------------- | --------------------------- |
| Ronaldo Chacón    | Delantero     | Bandera de ?        | Agente libre                |
| Andrés Hernández  | Mediocampista | Bandera de ?        | Agente libre                |
| Rafael Arace      | Delantero     | Deportes Santa Cruz | Carta de libertad           |
| Álex Custodio     | Defensa       | Cusco FC            | Cedido hasta el 31-Dic-2025 |
| Jerson Malagón    | Defensa       | Once Caldas         | Carta de libertad           |
| Cristopher Varela | Portero       | La Equidad          | Carta de libertad           |
| Yehova Osorio     | Delantero     | Anzoátegui FC       | Carta de libertad           |
| Pedro Álvarez     | Mediocampista | Zamora              | Carta de libertad           |
| Edder Farías      | Delantero     | Bandera de ?        | Agente libre                |
| Gastón Poncet     | Delantero     | Cerrito             | Carta de libertad           |
| Almir Soto        | Mediocampista | San Antonio FC      | Carta de libertad           |

### Altas y bajasPrimera División de Venezuela 2024
| Altas |

| Jugador            | Posición      | Procedencia            | Tipo              |
| ------------------ | ------------- | ---------------------- | ----------------- |
| Andrés Hernández   | Mediocampista | Deportivo Miranda      | Carta de libertad |
| Omar Córdoba       | Defensa       | Tauro FC               | Carta de libertad |
| Yonser Parra       | Defensa       | Ureña S. C.            | Carta de libertad |
| Cristopher Valera  | Portero       | Atlético Bucaramanga   | Carta de libertad |
| Tobias Castellanos | Defensa       | Guaireña Fútbol Club   | Carta de libertad |
| Luis Casimiro Peña | Delantero     | Zamora FC              | Carta de libertad |
| Maiker Rivas       | Defensa       | Mineros de Guayana     | Carta de libertad |
| Joiser Arias       | Defensa       | Club Atlético Alvarado | Carta de libertad |

| Bajas |

| Jugador            | Posición      | Destino           | Tipo                        |
| ------------------ | ------------- | ----------------- | --------------------------- |
| Kervin Andrade     | Delantero     | Fortaleza         | cedido hasta el 31-Dic-2024 |
| Leonardo Mosquera  | Defensa       | Rayo Zuliano      | Carta de libertad           |
| Daniel Saggiomo    | Mediocampista | Deportivo Táchira | Carta de libertad           |
| Yackson Rivas      | Delantero     | Zamora FC         | cedido hasta el 31-Dic-2024 |
| Ignacio Anzola     | Mediocampista | UCV               | Carta de libertad           |
| Clyde García       | Delantero     | Zamora FC         | cedido hasta el 31-Dic-2024 |
| Juan Carlos Azócar | Delantero     | Phoenix Rising    | Traspaso                    |
| Duvan Viáfara      | Defensa       | Chattanooga       | Agente libre                |
| Arles Flores       | Mediocampista | Zamora FC         | Carta de libertad           |
| Carlos Subero      | Delantero     | Deportivo Miranda | Traspaso                    |

## Distinciones Individuales

### Máximo Goleadores Históricos
| #   | Nombre          | Goles |
| --- | --------------- | ----- |
| 1.º | Darwin González | 30    |
| 2.º | Charlis Ortiz   | 27    |
| 3.º | Jovanny Bolívar | 22    |
| 4.º | César González  | 16    |
| 5.º | Edder Farías    | 15    |

#### Goleadores en campeonatos nacionales
| Año                 | Jugador           | Goles |
| ------------------- | ----------------- | ----- |
| Copa Venezuela 2010 | Cristian Cásseres | 3     |

### Jugador del año
- Aquiles Ocanto: (Primera División de Venezuela 2020)

### Entrenador del año
- Daniel Farías: (Primera División de Venezuela 2020)

### Juvenil del año
- Kleiber Lamadrid: (Primera División de Venezuela 2024)

## Participaciones internacionales
| Torneo                           | Ediciones |
| -------------------------------- | --- |
| Copa Libertadores de América (2) | 2019 (Segunda fase), 2021 (Fase de grupos)                                                                                  |
| Copa Sudamericana (6)            | 2014 (Primera fase), 2015 (Segunda fase), 2016 (Octavos de final), 2022 (Fase de grupos), 2024 (Fase Preliminar) y 2025 (?) |

### Por competición
| Torneo                       | TJ | PJ | PG | PE | PP | GF | GC | Dif. | Puntos |
| ---------------------------- | -- | -- | -- | -- | -- | -- | -- | ---- | ------ |
| Copa Libertadores de América | 2  | 6  | 1  | 3  | 2  | 3  | 4  | –1   | 6      |
| Copa Sudamericana            | 5  | 21 | 4  | 7  | 10 | 14 | 29 | –15  | 18     |
| Total                        | 6  | 26 | 5  | 9  | 12 | 17 | 33 | -16  | 24     |

## Palmarés

### Torneos nacionales (5)
| Competición nacional               | Títulos            | Subcampeonatos |
| ---------------------------------- | ------------------ | -------------- |
| Primera División de Venezuela (1): | 2020.              |                |
| Copa Venezuela (3):                | 2014, 2015 y 2024. |                |
| Supercopa de Venezuela (1):        | 2025.              |                |

## Fútbol femenino
Es un equipo de fútbol profesional Venezolano a nivel femenino y actualmente participa en la Liga Nacional de Fútbol Femenino de Venezuela, liga equivalente a la máxima división del fútbol femenino en Venezuela.